# Muley Hassan

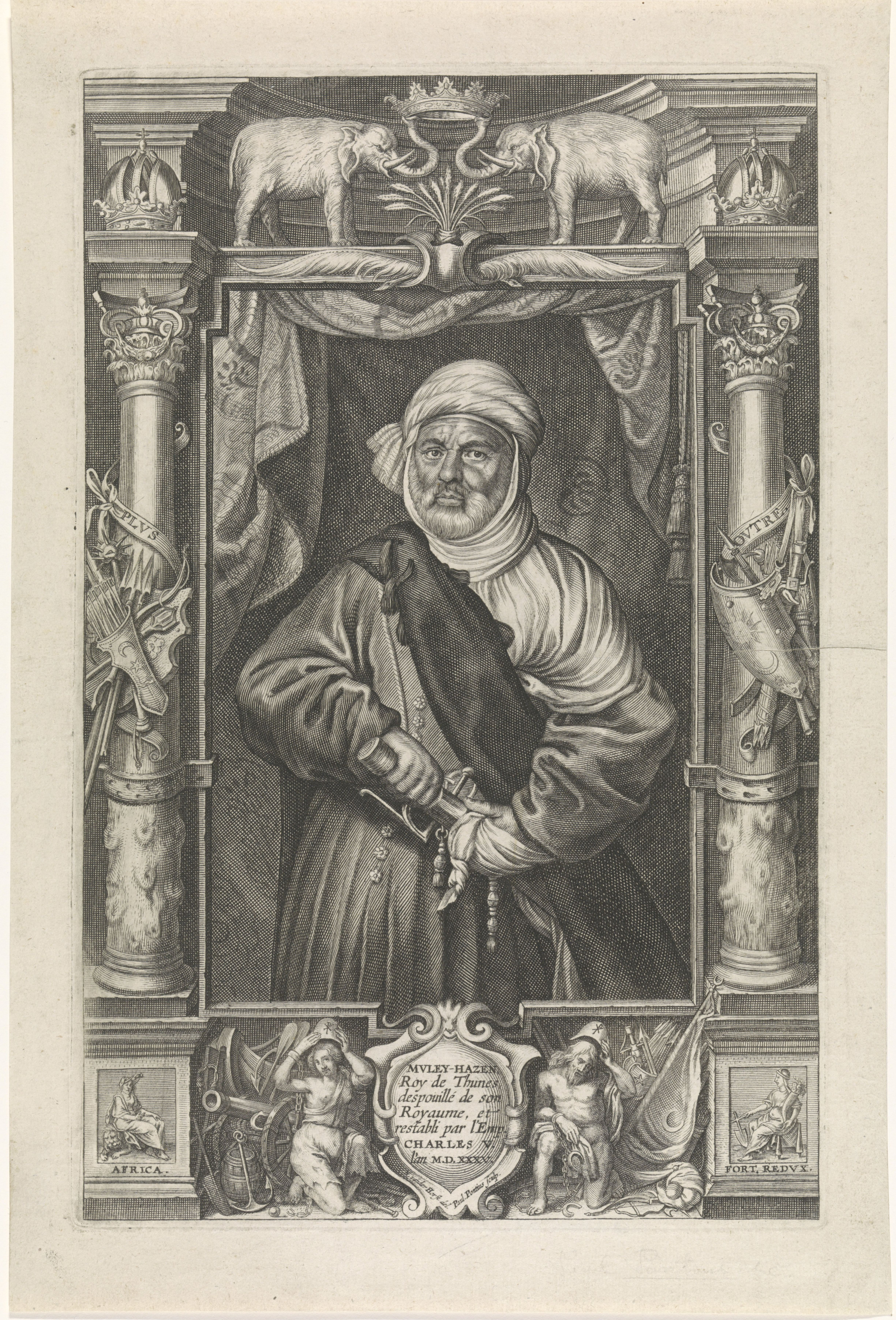
Portret van Muley Hassan door Paulus Pontius, ca. 1545 (gravure naar een schilderij van Nicolaas van der Horst)

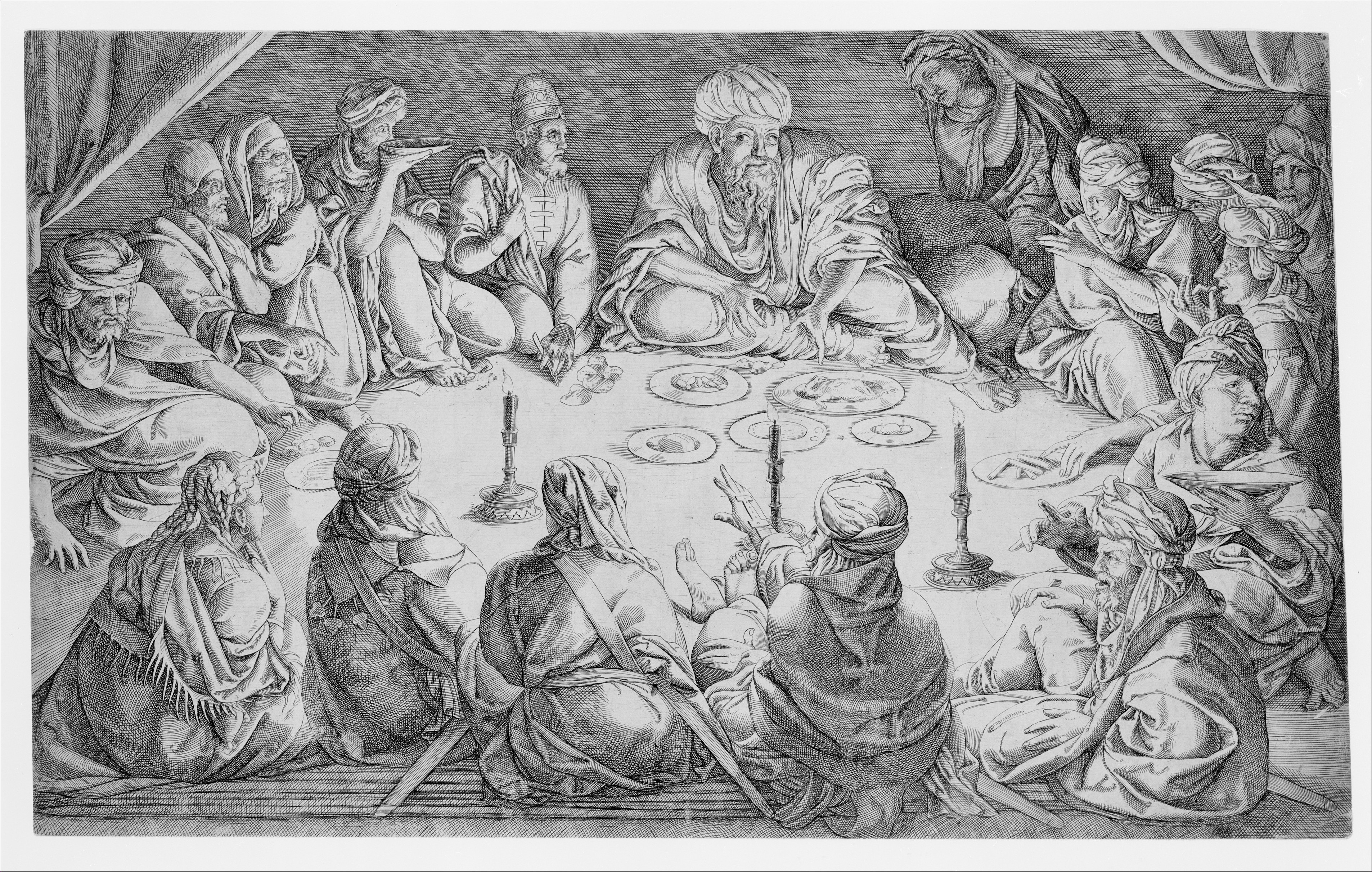
Banket van Muley Hassan en zijn gevolg (Jan Cornelisz Vermeyen, ca. 1535)

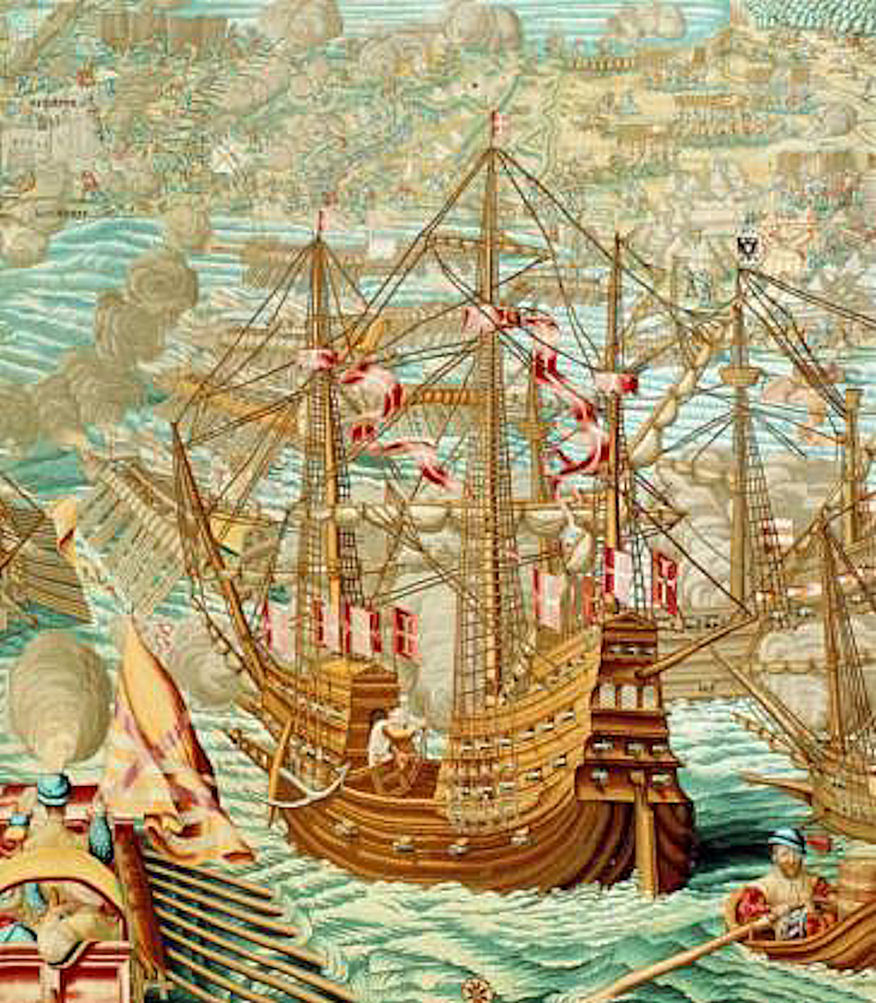
Bombardement van La Goletta (1535)

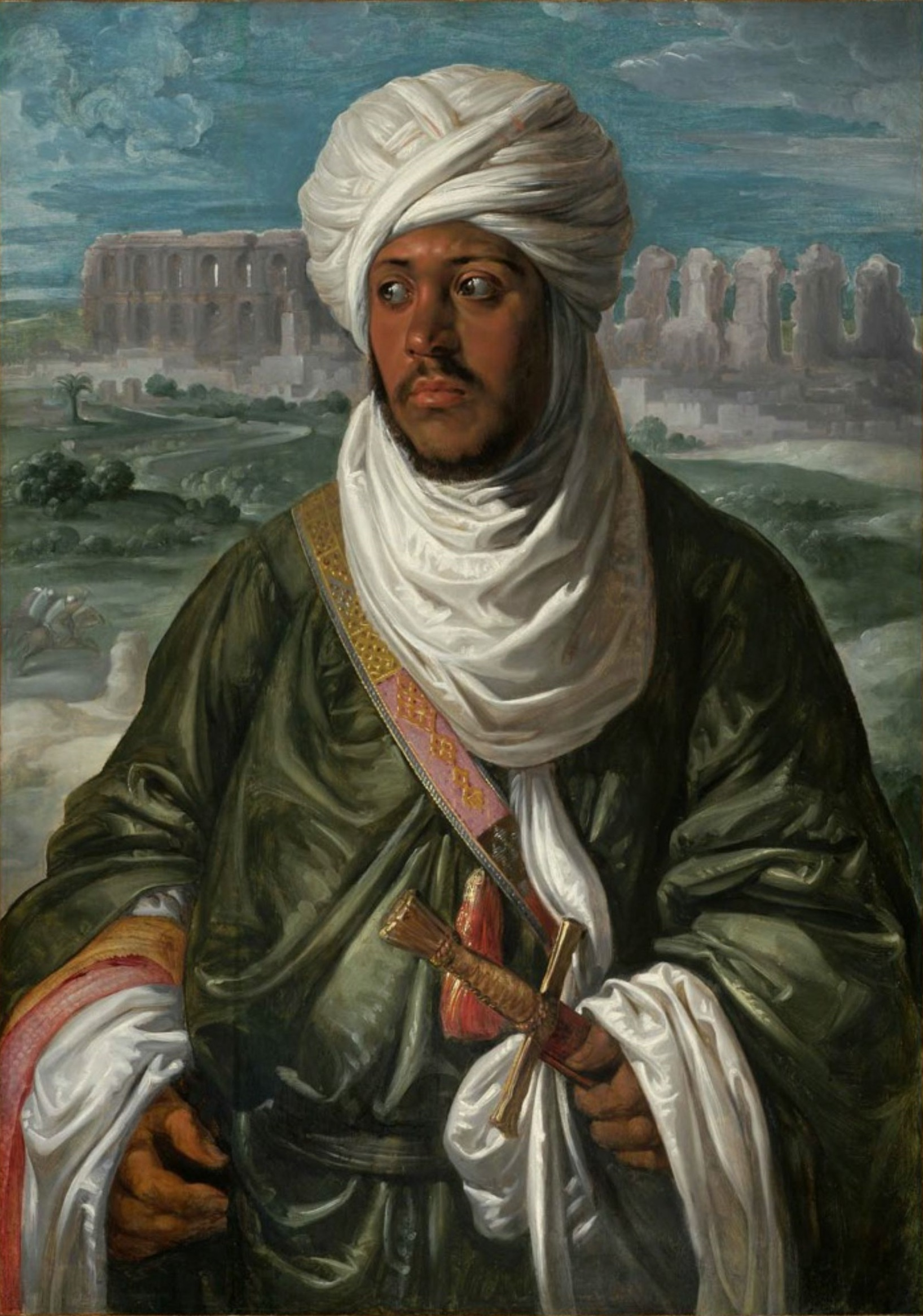
Portret van Muley Hamida (Ahmed) door Peter Paul Rubens (ca. 1609). Hij baseerde zich op een portret gemaakt door Vermeyen vóór Hamida zijn vader ten val bracht.

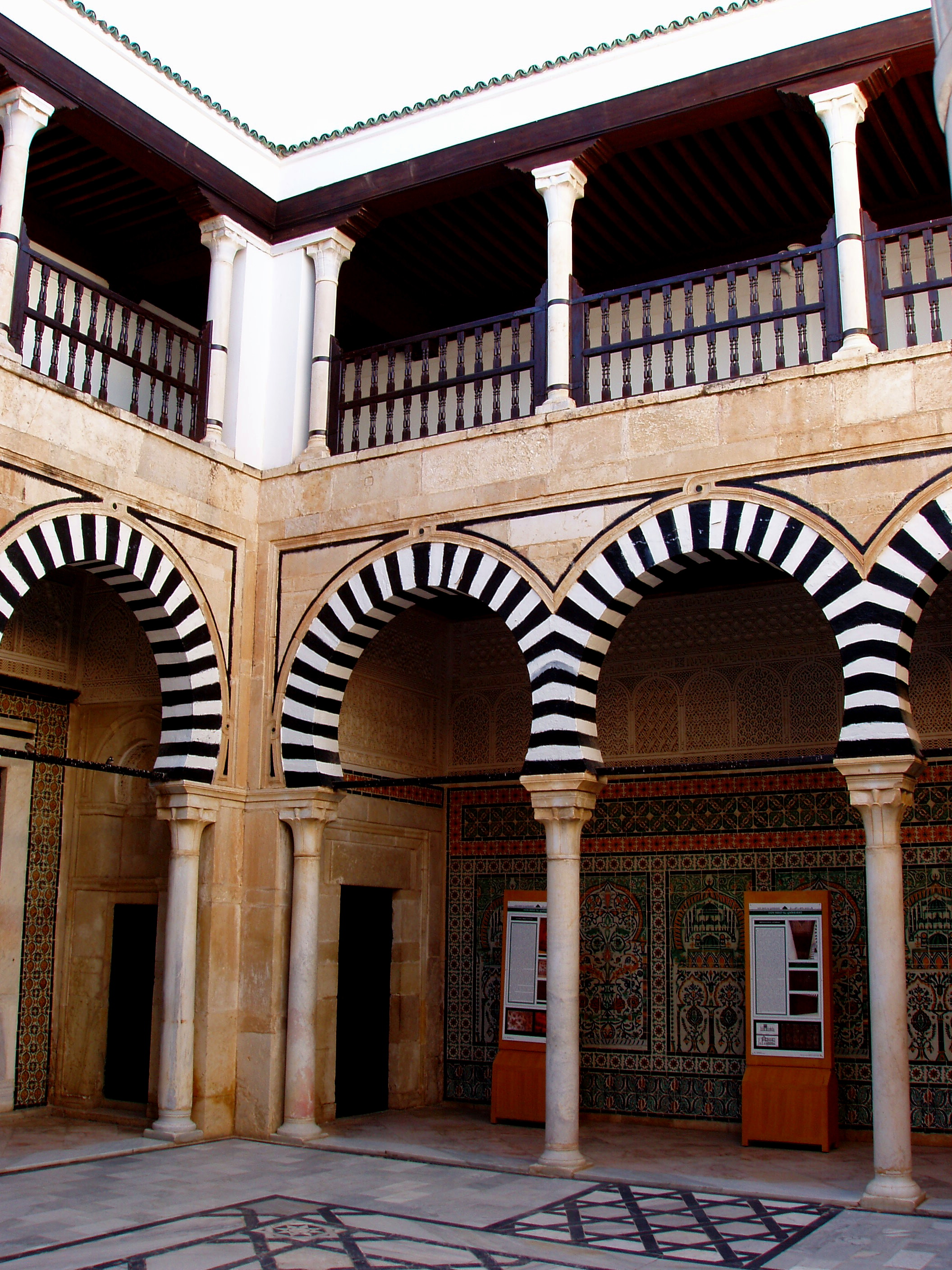
De Zawiya van Sidi Abid el Ghariani, met een vertrek dat het mausoleum is van Muley Hassan.

Muley Hassan, officiële naam Abû `Abd Allâh Muhammad V al Hassan (Arabisch : أبو عبد الله محمد الحسن), in het neolatijn gekend als Muleasses (1484 – juli 1550) was een vorst van het hafsidenrijk in Tunis. Hij volgde zijn vader Abû `Abd Allâh Muhammad IV al Mutawakkil op in 1526 en werd afgezet door zijn zoon Abû al `Abbâs Ahmed III al Hafsi in 1543. Hij genoot de steun van keizer Karel V tegen de Ottomanen. Uiteindelijk kostte de oncomfortabele positie tussen de twee mediterrane grootmachten hem zijn troon en zijn gezicht.

## Levensloop

### Troonsbestijging
Muley Hassan was de jongste zoon van sultan Abû `Abd Allâh Muhammad al Mutawakkil. Bij diens dood in 1526 kwam hij dankzij de intriges van zijn moeder als overwinnaar uit de traditioneel bloedige strijd om de troon. Twee oudere halfbroers van de nieuwe soeverein hadden het leven gelaten, maar de derde, Rachid, was kunnen ontkomen naar Algiers. Hij werd er gastvrij ontvangen door de Ottomaanse gouverneur Khair ad-Din Barbarossa, die in hem een instrument zag om het Hafsidenrijk in te palmen. Barbarossa zegde de jonge prins zijn steun toe en overtuigde hem om samen naar Istanboel te gaan en de zaak te bepleiten voor sultan Süleyman de Grote. Rachid verdween evenwel in de kerker en Barbarossa werd aangesteld tot grootadmiraal, met de nodige militaire middelen om een uitgebreide zeecampagne te voeren. Hij voerde met zijn vloot eerst enkele aanvallen uit op de Italiaanse kusten, maar begaf zich dan zuidwaarts.

### Vlucht voor de Ottomanen
Op 19 augustus 1534 ging de vloot van Barbarossa voor anker in La Goletta, een havenstad bij Tunis. Hij liet het gerucht verspreiden dat hij de legitieme prins Rachid, die in zijn gezelschap was, op de hafsidische troon wilde plaatsen. Hierop bestormde de stadsbevolking het paleis van Muley Hassan, die nog net kon maken dat hij wegkwam. Een delegatie van notabelen trok vervolgens naar La Goletta om prins Rachid op de troon te installeren. Maar Barbarossa liet 9.000 soldaten ontschepen en veroverde de kasba van Tunis. Hij kondigde het einde af van de hafsidische dynastie en de vestiging van het Ottomaanse gezag, waarvan hij zich tot vertegenwoordiger in Tunis uitriep.
Het verzet van de bevolking van Tunis werd neergeslagen door de Ottomaanse artillerie, ten koste van 3.000 doden. Na twee dagen plundering verleende Barbarossa een algemene amnestie aan de overlevenden en kon daarna Kairouan geweldloos innemen. Zijn volgende daad was het versterken van de omwallingen van Tunis en La Goletta, waarbij Moren en slaven werden ingeschakeld.

### Terugkeer met Habsburgse steun
De verslagen Muley Hassan richtte zich tot Karel V, die reeds lang met lede ogen de Ottomaanse presentie in de Maghreb aanschouwde. De Spaanse positie in de westelijke zeeën was bedreigd. De Tunesische vorst kwam zijn zaak bepleiten aan het hof van Karel in Brussel. Hij logeerde in het hof van diens postmeester Jan Baptist van Tassis, wiens nazaten tal van exotische herinneringen bewaarden aan Muley-Hazen.
De keizer stelde zich persoonlijk aan het hoofd van een grote vloot, bestaande uit 400 schepen en 33.000 manschappen, afkomstig uit Spanje, de Maltezer Orde, de Heilige Stoel en Portugal. De landmacht stond onder bevel van markgraaf Alonso d'Avalos en de Genuese admiraal Andrea Doria commandeerde de vloot. De keizer had kunstenaars Pieter Coecke van Aelst en Jan Cornelisz Vermeyen meegenomen om eventuele heldendaden te vereeuwigen, al zou het uiteindelijk nog elf jaar duren vóór ze de bestelling kregen voor de kostbare tapijtreeks De verovering van Tunis.
De troepenmacht ontscheepte op 16 juni 1535 tussen Carthago en La Goletta en sloeg het beleg op voor Tunis en zijn citadel. Op 4 juli viel La Goletta en even later Tunis, doch Barbarossa ontkwam naar Algiers. De operatie had tienduizenden slachtoffers gemaakt, alleen al bij de plundering van Tunis door de keizerlijke troepen. Na de herovering zette Karels kanselarij zich aan het werk om de voorwaarden van Muleys Hassans reïnstauratie te dicteren. Ze vonden hun neerslag in het verdrag van 6 augustus 1535, opgesteld in het Spaans en het Arabisch. Het sultanaat Tunis werd een leen van het koninkrijk Castilië en moest een jaarlijkse belasting opbrengen. Er mochten geen christelijke slaven meer gehouden worden en belangrijke havens werden als presidio's afgestaan aan de Spanjaarden.

### Einde
De bevolking nam Muley Hassan de harde vredestermen niet in dank af. In 1542 begaf hij zich naar de Siciliaanse vicekoning om hem warm te maken voor de herovering van Kairouan, waar de stam van de Šabbiyya een maraboetenstaat had gevormd. In zijn afwezigheid greep zijn zoon Ahmed de macht. Muley Hassan vernam dit in Palermo, rekruteerde 3.000 huurlingen in Napels en keerde terug naar Tunis om de confrontatie aan te gaan met zijn zoon. Het Spaanse garnizoen hield zich afzijdig en Muley Hassan dolf het onderspit. Alvorens zijn vader af te zetten, gaf Ahmed hem de keuze tussen het verlies van zijn leven of van zijn zicht. Muley Hassan koos blindheid. Een gloeiende korf werd heen en weer bewogen voor zijn ogen tot ze verschroeid waren door de hitte ("bassin ardent").
Muley Hassan werd kapitein in het fort van La Goletta en sloot op 1 oktober 1545 een nieuw verdrag met Spanje, dat de pro-Ottomaanse politiek van Ahmed niet apprecieerde. Met het einde van zijn financiële middelen in zicht, trok hij het binnenland in om de stammenloyauteit in te roepen. Dit leidde tot een verzoening met zijn oude vijanden, de Šabbiyya. Ondertussen veroverde de Ottomaanse admiraal Turgut de Tunesische stad Mahdia. Kairouan was gevoelig voor deze dreiging en verzoende zich met de Hafsiden. Opnieuw richtte Muley Hassan zijn hoop op keizer Karel. Op 28 januari 1548 werd hij in Rome ontvangen door paus Paulus III, voor wie hij weigerde te knielen. Uiteindelijk kreeg hij keizer Karel te pakken in Augsburg, waar hij verscheen met een band over de ogen. De keizer beval hem aan bij zijn vice-koning van Sicilië, Juan de Vega. Na een prinselijk oponthoud in Brussel, kon hij vanuit Palermo toch een nieuwe expeditie opzetten om Turgut uit Mahdia te verjagen. Tijdens deze campagne stierf Muley Hassan aan koorts, of volgens anderen aan vergiftiging in opdracht van zijn zoon Ahmed. Hij werd begraven in het mausoleum van zijn voorouders te Kairouan (zawiya van Sidi Abid el Ghariani).

## Beeldvorming
De historicus Paolo Giovio besteedde ruim aandacht aan Muley Hassan ("Muleasses") in zijn eigentijdse geschiedenis. Hij wordt terloops beschreven als kritisch over zijn aan vrouwen verslingerde vader en homoseksueel. De wreedheid en luxezucht van koning Muleasses werden haast spreekwoordelijk in Europa. John Mason presenteerde Muleasses als een machiavellistische schurk in zijn Elisabethaanse toneelstuk An Excellent Tragedy of Mulleasses the Turke, and Borgias Governour of Florence (ca. 1607). Dirk Kalbergen bracht een Nederlandse vertaling op rijm (1652).
In zijn thuisland kreeg Muley Hassan een zwart imago bij latere generaties: een illegitieme sultan die zijn rijk aan christenen had overgeleverd en de kant van de Spanjaarden tegen de Ottomanen had gekozen. In werkelijkheid was de Habsburgse actie er zonder zijn verzoek waarschijnlijk ook gekomen.

## Trivia
- Muley Hassan schonk keizer Karel een kameel. Het beest liep in de Brusselse Warande, waar Pieter Coecke van Aelst het schetste.
- Hij was een jachtliefhebber en nam deel aan het "banket van de zeven gekroonden" in de priorij van Groenendaal.[7][8]

## Voetnoten
1. ↑  Jules Chifflet, Les marques d'honneur de la maison de Tassis, Antwerpen, Moretus, 1645, p. 70-78
2. ↑  Anne Brogini en Maria Ghazali, "Un enjeu espagnol en Méditerranée. Les présides de Tripoli et de La Goulette au XVIe siècle", in: Cahiers de la Méditerranée, deel 1, vol. 70, 2005, randnr. 50
3. ↑  Jean-Pierre Vittu en Mika Ben Miled, Histoire des derniers rois de Tunis, Carthage, Cartaginoiseries, 2007, p. 101
4. ↑  "pederast": Historiarum sui temporis, boek 35, Florence, Laurentius Torrentinus, 1550
5. ↑  Ibn Abī Dīnār al-Qayrawānī, Al-mu’nis fī aẖbār Ifrīqiya wa-Tūnis, 1681
6. ↑  Sadok Boubaker, "L'empereur Charles Quint et le roi Mawlay al-Hasan (1520-1535)", in: Sadok Boubaker en Clara Ilham Álvarez Dopico (reds.), Empreintes espagnoles dans l’histoire tunisienne, Gijón, Trea, 2011, p. 13-82
7. ↑  Marcus Mastelinus, Necrologium monasterii Viridis vallis ordinis Canonicorum Regularium S. Augustini congregationis Lateranensis, et capituli Windezemensis, in nemore Zoniae propè Bruxellam, Brussel, 1630
8. ↑  Jules Chifflet, Les marques d'honneur de la maison de Tassis, Antwerpen, Moretus, 1645, p. 74